# اوستونگ
اوستونگ (به تاجیکی: Устунг) یک منطقهٔ مسکونی در تاجیکستان است که در ولایت سغد واقع شده‌است.